# Grotte de Bacho Kiro
Pour les articles homonymes, voir Kiro.
La grotte de Bacho Kiro est située à 5 kilomètres à l'ouest de la ville de Dryanovo, dans la province de Gabrovo en Bulgarie, à seulement 300 mètres du monastère de Dryanovo. Elle se trouve dans les canyons des rivières Andaka et Dryanovo.

## Description
La grotte est un labyrinthe de quatre étages de galeries et de corridors d'une longueur totale de 3 600 mètres, dont 700 mètres sont ouverts aux visites des touristes.

## Tourisme
Découverte en 1890, la grotte est ouverte aux premiers touristes en 1938, deux ans avant qu' elle ne reçoive son nom actuel, qui est celui de l'initiateur de la Renaissance nationale bulgare, Bacho Kiro (en).

## Fossiles

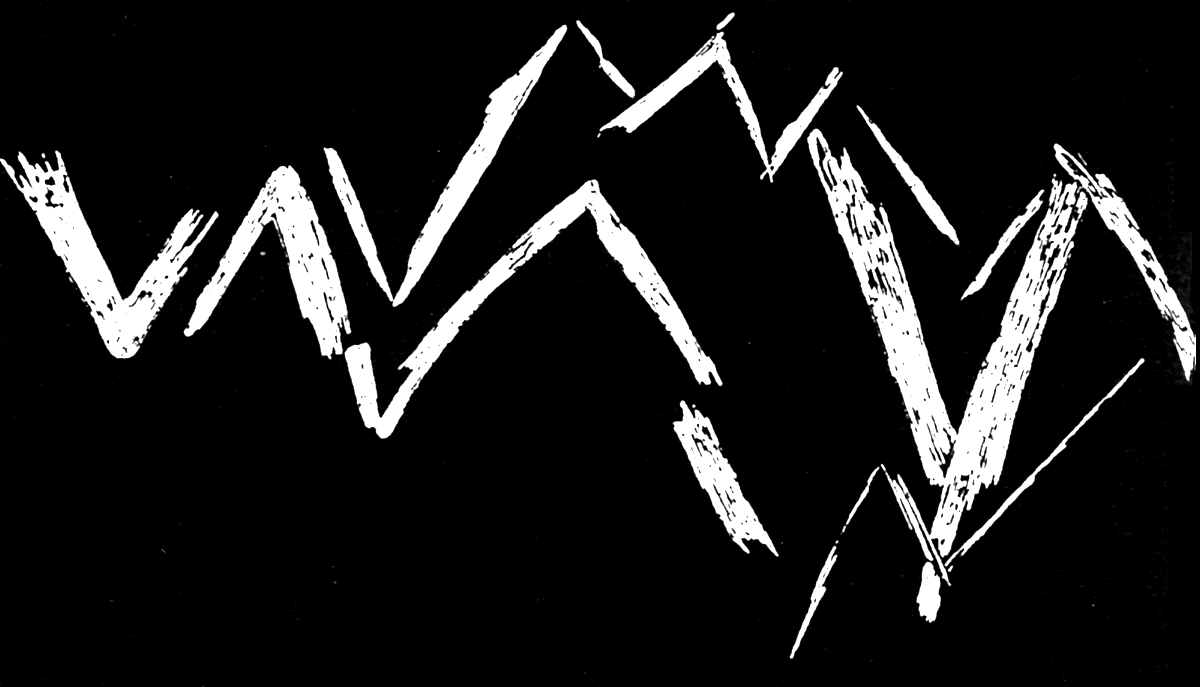
Relevé du motif en zigzag gravé sur un os découvert dans les niveaux du Paléolithique moyen de Bacho Kiro en Bulgarie

Le plus ancien reste humain découvert dans la grotte de Bacho Kiro l'a été en 1982 dans la couche 11 et a alors été daté d'au moins 43 000 ans avant le présent. C'est un fragment de mandibule gauche portant une première molaire (M1) déciduale, qui n'a pas pu être attribué dans un premier temps su à Homo sapiens ou à l'Homme de Néandertal avant qu'il ne soit perdu. Quatre autres fragments d'os humains ont depuis été découverts.
Le 11 mai 2020, la publication dans Nature des résultats du test ADN et de la datation au carbone 14 d'une dent humaine retrouvée sur ce site, qui s'avère être une dent d'Homo Sapiens vieille de 45 000 ans, fait remonter de 5 000 ans supplémentaires la date d'arrivée présumée des Homo sapiens en Europe,,,.
De nouvelles découvertes archéologique ont depuis encore bouleversé cette date d'arrivée des Homo sapiens en  
Europe : les datations faites dans la grotte Mandrin impliquent qu'elle remonte à au moins −54 000 ans (cal AP).

## Archéologie
Le site a donné son nom au Bachokirien, un faciès culturel attribué en 2015 par Jean-Jacques Hublin au Paléolithique supérieur initial, probablement lié à l'arrivée des premiers Homo sapiens en Europe, mais antérieur aux plus anciennes manifestations locales de l'Aurignacien.
On trouve à Bacho Kiro, comme à Bohunice (Moravie) et dans d'autres sites du Proche-Orient de la même époque, une combinaison de techniques visant à produire de longues pièces lithiques en utilisant le côté étroit de grands nucléus par débitage unipolaire ou bipolaire, ce qui est différent des techniques moustériennes, bien que le résultat ressemble à de longues pointes Levallois. Les similarités dans les techniques de taille entre les assemblages du Bohunicien et de l'Émirien du Levant ont aussi été relevées par Ofer Bar-Yosef 2003, Bar-Yosef 2007, Tostevin 2003, Škrdla 2003 et Hoffecker 2009, qui soulignent l'absence de continuité entre les traditions du Paléolithique moyen d'Europe centrale et les assemblages du Paléolithique supérieur initial.
La chercheuse bulgare T. Tsanova avait estimé en 2003 et 2006 que les industries des sites bulgares de Bacho Kiro (couche 11), Temnata (couches VI et 4), et Kozarnika (niveau VII) s'apparentaient plus au Paléolithique moyen final qu'au Paléolithique supérieur initial,.
La couche 11 de la grotte de Bacho Kiro, correspondant à l'assemblage lithique Bachokirien, a aussi livré deux dents percées d'animal, qui figurent parmi les plus anciens ornements trouvés en Europe.